# Mark Iuliano
Mauro Franco Fausto Mark Iuliano, zkráceně jen Mark Iuliano (12. srpen 1973 Cosenza, Itálie) je bývalý italský fotbalový obránce. V letech 2012 až 2018 byl trenérem.

## Klubová kariéra
Vyrůstal v Salernitaně. Po dvou letech odešel do Boloni a po roce odešel do Monzy, aby se v roce 1994 opět vrátil do Salernitany. Po dvou odehraných sezonách jej v roce 1996 koupil Juventus. Za devět sezon u Bianconeri odehrál celkem 278 utkání a vstřelil 7 branek. Vyhrál čtyři tituly (1996/97, 1997/98, 2001/02, 2002/03), tři italské superpoháry (1997, 2002, 2003) a po jednom evropský superpohár (1999) a Interkontinentální pohár (1999). Také hrál třikrát finále LM, ale vždy prohrál.
V lednu 2005 odešel do španělského týmu Mallorca, ale za rok se vrátil zpět do Itálie. Vybral si tým Sampdoria. Jenže po čtyřech zápasech se klub rozhodl s ním neprodloužit smlouvu a odešel do Messiny, kde odehrál celou sezonu 2006/07. Následující sezonu odehrál v druholigovém klubu Ravenna. Jenže během sezony se podrobil antidopigové kontroly a byl shledán pozitivním na kokain. Byl potrestán dvouletému zákazu hraní a pokutou 10 000 Euro od Ravenny za poškození klubu. V roce 2010 se vrátil na hřiště v dresu San Genesio v regionální soutěži. V roce 2012 ukončil kariéru ve věku 38 let.

## Trenérská kariéra
Od roku 2012 začal trénovat. Nejprve působil v Pavii, kde se věnoval mládeži. Poté odešel do klubu Latina, kde v roce 2015 trénoval hlavní mužstvo a to u 32 utkání. V roce 2017 se stal trenérem Coma, jenže po klubových problémech musel skončit. Poté trénoval albánský tým Partizani Tirana, kde vydržel devět utkání. Posledním jeho angažmá bylo v roce 2018 v Udinese kde dělal asistenta.

## Hráčská statistika
| Sezóna  | Klub        | Liga             | Liga   | Liga | Ligové poháry | Ligové poháry | Ligové poháry | Kontinentální poháry | Kontinentální poháry | Kontinentální poháry | Celkem | Celkem |
| Sezóna  | Klub        | Soutěž           | Zápasy | Góly | Soutěž        | Zápasy        | Góly          | Soutěž               | Zápasy               | Góly                 | Zápasy | Góly   |
| ------- | ----------- | ---------------- | ------ | ---- | ------------- | ------------- | ------------- | -------------------- | -------------------- | -------------------- | ------ | ------ |
| 1990/91 | Salernitana | Serie B          | 3      | 0    | IP            | 0             | 0             | -                    | 0                    | 0                    | 3      | 0      |
| 1991/92 | Salernitana | Serie C1         | 27     | 0    | IP            | 2             | 0             | -                    | 0                    | 0                    | 29     | 0      |
| 1992/93 | Bologna     | Serie B          | 24     | 1    | IP            | 1             | 0             | -                    | 0                    | 0                    | 25     | 1      |
| 1993/94 | Monza       | Serie B          | 16     | 0    | IP            | 1             | 0             |                      | 0                    | 0                    | 17     | 0      |
| 1994/95 | Salernitana | Serie B          | 22     | 0    | IP            | 0             | 0             | -                    | 0                    | 0                    | 22     | 0      |
| 1995/96 | Salernitana | Serie B          | 32     | 1    | IP            | 1             | 0             | -                    | 0                    | 0                    | 33     | 1      |
| 1996/97 | Juventus    | Serie A          | 21     | 1    | IP            | 4             | 0             | LM+ES+IP             | 7+1+0                | 0                    | 33     | 1      |
| 1997/98 | Juventus    | Serie A          | 25     | 1    | IP+IS         | 7+0           | 0             | LM                   | 10                   | 0                    | 42     | 1      |
| 1998/99 | Juventus    | Serie A          | 20+1   | 1    | IP+IS         | 4+1           | 0             | LM                   | 8                    | 0                    | 34     | 1      |
| 1999/00 | Juventus    | Serie A          | 32     | 0    | IP            | 2             | 0             | Int.+UEFA            | 5+3                  | 0                    | 42     | 0      |
| 2000/01 | Juventus    | Serie A          | 23     | 0    | IP            | 0             | 0             | LM                   | 5                    | 0                    | 28     | 0      |
| 2001/02 | Juventus    | Serie A          | 27     | 1    | IP            | 5             | 0             | LM                   | 8                    | 0                    | 40     | 1      |
| 2002/03 | Juventus    | Serie A          | 21     | 1    | IP+IS         | 1+1           | 0             | LM                   | 9                    | 0                    | 32     | 1      |
| 2003/04 | Juventus    | Serie A          | 18     | 2    | IP+IS         | 3+1           | 0             | LM                   | 4                    | 0                    | 26     | 2      |
| 2004/05 | Juventus    | Serie A          | 0      | 0    | IP            | 1             | 0             | LM                   | 0                    | 0                    | 1      | 0      |
| 2005    | Mallorca    | Primera División | 15     | 1    | ŠP            | 0             | 0             | -                    | 0                    | 0                    | 15     | 1      |
| 2005/06 | Mallorca    | Primera División | 14     | 3    | ŠP            | 0             | 0             | -                    | 0                    | 0                    | 14     | 3      |
| 2006    | Sampdoria   | Serie A          | 4      | 0    | IP            | 0             | 0             | -                    | 0                    | 0                    | 4      | 0      |
| 2006/07 | Messina     | Serie A          | 21     | 0    | IP            | 0             | 0             | -                    | 0                    | 0                    | 21     | 0      |
| 2007/08 | Ravenna     | Serie B          | 10     | 2    | IP            | 0             | 0             | -                    | 0                    | 0                    | 10     | 2      |
| Celkem  | Celkem      | Celkem           | 376    | 15   | -             | 35            | 0             | -                    | 60                   | 0                    | 471    | 15     |

## Reprezentační kariéra
Za Itálii odehrál 19 utkání a vstřelil jednu branku. První utkání odehrál 5. září 1998 proti Walesu (2:0). Trenér Dino Zoff jej nominoval na ME 2000, kde odehrál všechna utkání. Domů si odvezl stříbrnou medaili. Poté ještě odehrál jedno utkání na MS 2002 a poslední zápas odehrál 20. listopadu 2002 proti Turecku (1:1).

### Statistika na velkých turnajích
| Reprezentace | Rok     | Zápasy             | Zápasy | Zápasy      | Zápasy           | Zápasy           | Zápasy            |
| Reprezentace | Rok     | Fáze turnaje       | Datum  | Soupeř      | Odehraných minut | Vstřelené branky | Výsledek          |
| ------------ | ------- | ------------------ | ------ | ----------- | ---------------- | ---------------- | ----------------- |
| Itálie       | ME 2000 | 1 zápas ve skupině | 11. 6. | Turecko     | 28               | 0                | 2:1               |
| Itálie       | ME 2000 | 2 zápas ve skupině | 14. 6. | Belgie      | 90               | 0                | 2:0               |
| Itálie       | ME 2000 | 3 zápas ve skupině | 19. 6. | Švédsko     | 45               | 0                | 2:1               |
| Itálie       | ME 2000 | Čtvrtfinále        | 24. 6. | Rumunsko    | 90               | 0                | 2:0               |
| Itálie       | ME 2000 | Semifinále         | 29. 6. | Nizozemsko  | 120              | 0                | 0:0 (3:1) na pen. |
| Itálie       | ME 2000 | Finále             | 2. 7.  | Francie     | 103              | 0                | 1:2 v (prodl.)    |
| Itálie       | MS 2002 | Osmifinále         | 18. 6. | Jižní Korea | 120              | 0                | 1:2 v prodl.      |

## Úspěchy

### Klubové
- 4× vítěz italské ligy (1996/97, 1997/98, 2001/02, 2002/03)
- 3× vítěz italského superpoháru (1997, 2002, 2003)
- 1x vítěz evropského superpoháru (1996)
- 1× vítěz interkontinentální poháru (1996)
- 1× vítěz poháru Intertoto (1999)

### Reprezentační
- 1× na MS (2002)
- 1× na ME (2000 – stříbro)

### Vyznamenání
Řád zásluh o Italskou republiku (2000)